# Geografia Urugwaju

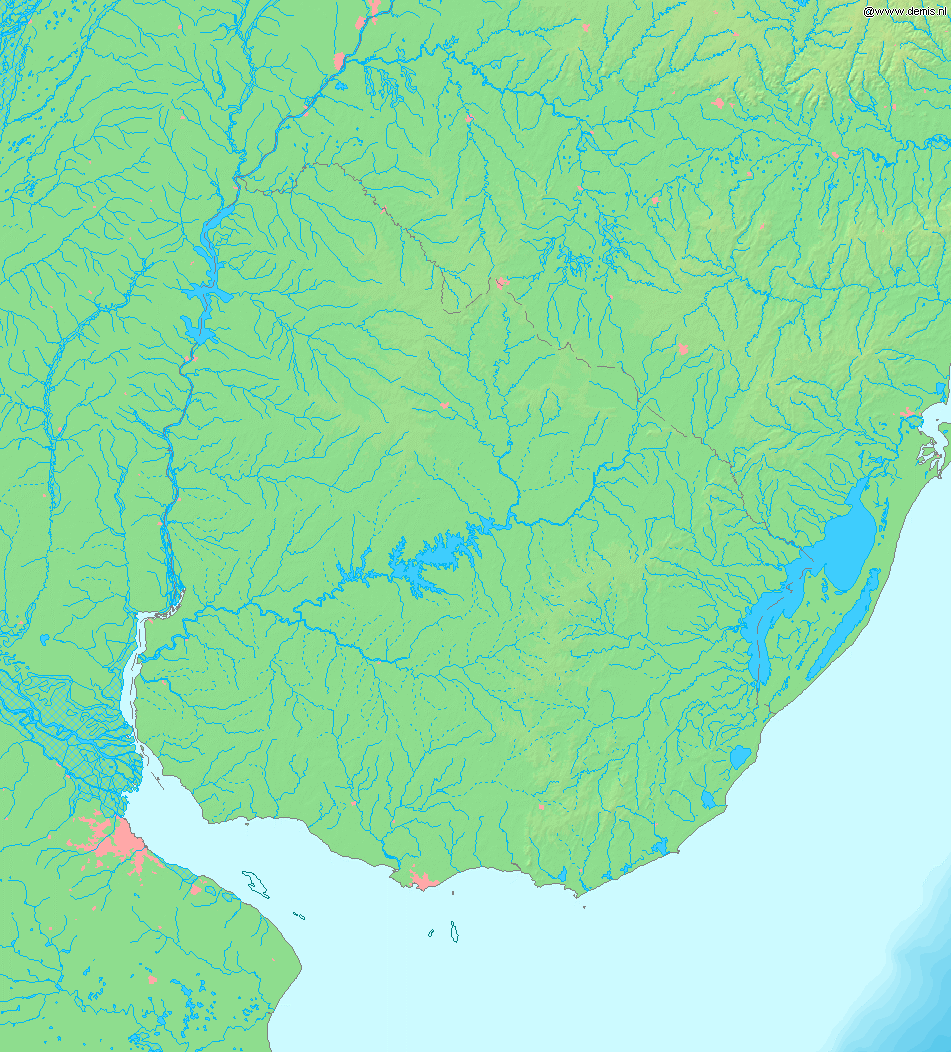
Mapa fizyczna Urugwaju

Urugwaj jest jednym z najmniejszych państw Ameryki Południowej i w jej południowo-wschodniej części nad Oceanem Atlantyckim. Kraj ten jest nizinnym regionem, gdzie panuje klimat podzwrotnikowy. W kraju tym tereny leśne zajmują znikomy procent powierzchni kraju.

## Powierzchnia i granice
Powierzchnia:
- ląd: 173 577 km²
- woda: 2643 km²
- całkowita: 176 220 km²

Skrajne punkty: północny 30°04'S, południowy 35°00'S, zachodni 58°28'W, wschodni  53°05'W. Rozciągłość południkowa wynosi 530 km, a równoleżnikowa 505 km. 

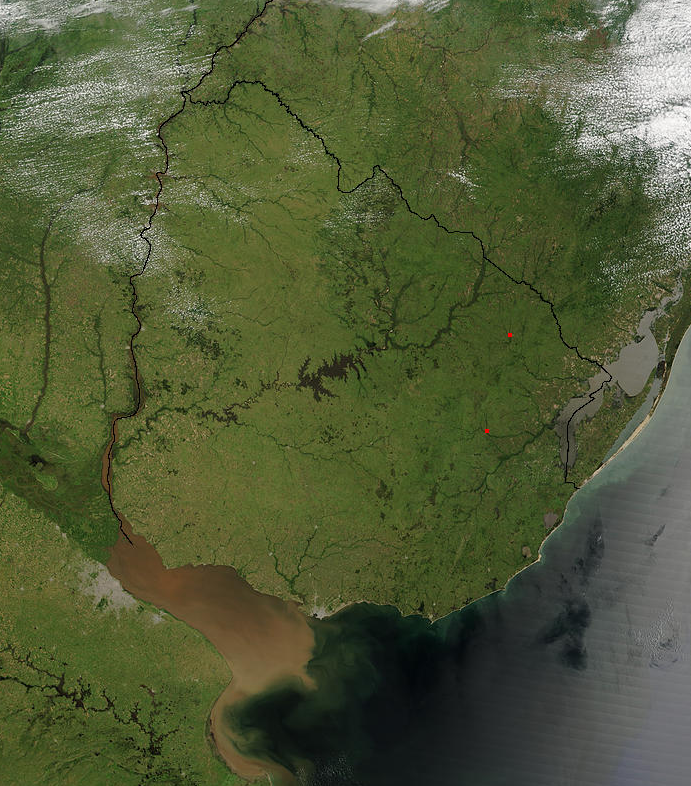
Zdjęcie satelitarne Urugwaju

Urugwaj graniczy z następującymi państwa:
- Argentyna – 579 km
- Brazylia – 985 km

Linia brzegowa - 660 km

## Ukształtowanie poziome
Linia brzegowa jest słabo urozmaicona, Urugwaj posiada kilka szerokich i łagodnych zatok. Wybrzeże jest płaskie, okresowo zalewowe przez pływy morskie. W niektórych miejscach brzeg morski jest zabagniony. W zachodniej i południowej części znajduje się estuarium La Platy. Nad La Platą większa część linii brzegowej, jest riasowa. W rejonie tym brzeg jest stromy, z wystającymi, najczęściej pumeksowymi skałami, między którymi rozciągają się piaszczyste plaże. Liczne są także przybrzeżne jeziora, oraz laguny.

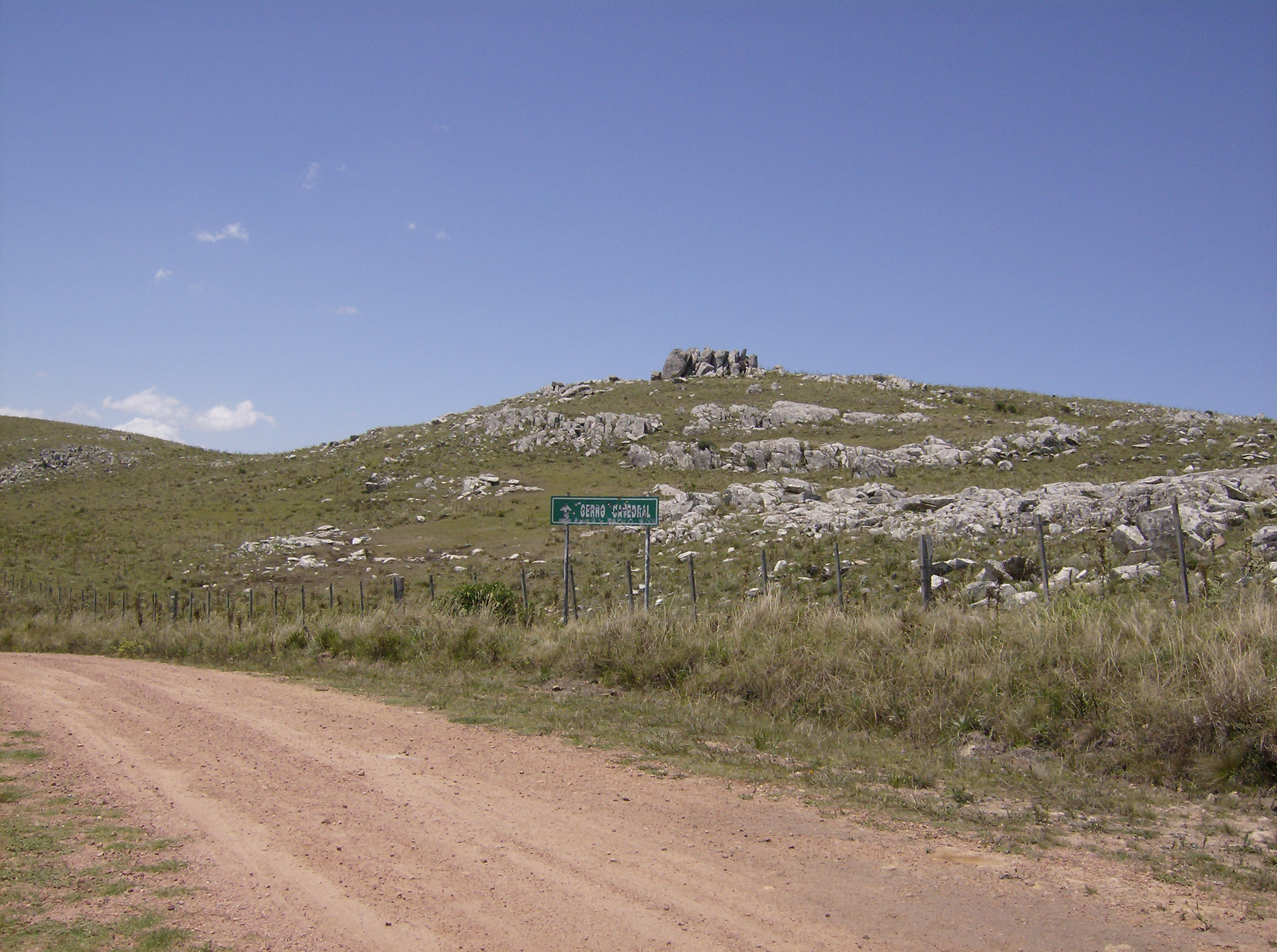
Cerro Catedral

## Budowa geologiczna i rzeźba
Urugwaj leży na obszarze płyty południowoamerykańskiej i wchodzi w skład zapadliska La Platy. Podłoże Urugwaju stanowią archaiczne utwory krystaliczne, na które składają się gnejsy, łupki, granity i marmury. Podłoże to przykryte jest skałami osadowymi pochodzącymi z paleozoiku i mezozoiku, a są nimi głównie piaskowce i wapienie. W niektórych miejscach skały krystalicznego podłoża wychodzą na powierzchnię, tworząc charakterystyczne, podłużne i szerokie grzbiety oraz kopulaste wzniesienia.
Urugwaj jest krajem nizinnym, gdzie lekko faliste obszary nizinne stanowią około 90% powierzchni kraju. Niziny te stanowią teren przejściowy pomiędzy argentyńską pampą, a Wyżyną Brazylijską. Z północnego wschodu na południowy zachód przebiegają dwa, niezbyt wysokie i szerokie wzniesienia, stanowiące grzbiety wododziałowe. Są to: Cuchilla Grande o maksymalne wysokości 299 m n.p.m. we wschodniej części kraju i Cuchilla de Haedo o maksymalnej wysokości 420 m n.p.m. w części północno-zachodniej. Wzdłuż północnej granicy z Brazylią ciągnie się Cuchilla de Santa Ana o maksymalnej wysokości 307 m n.p.m. Najwyższe pasmo - Cuchilla de Carapé leży w południowej części kraju, blisko wybrzeża atlantyckiego w departamencie Maldonado. Najwyższy szczyt kraju - Catedral wznosi się na 513 m n.p.m.

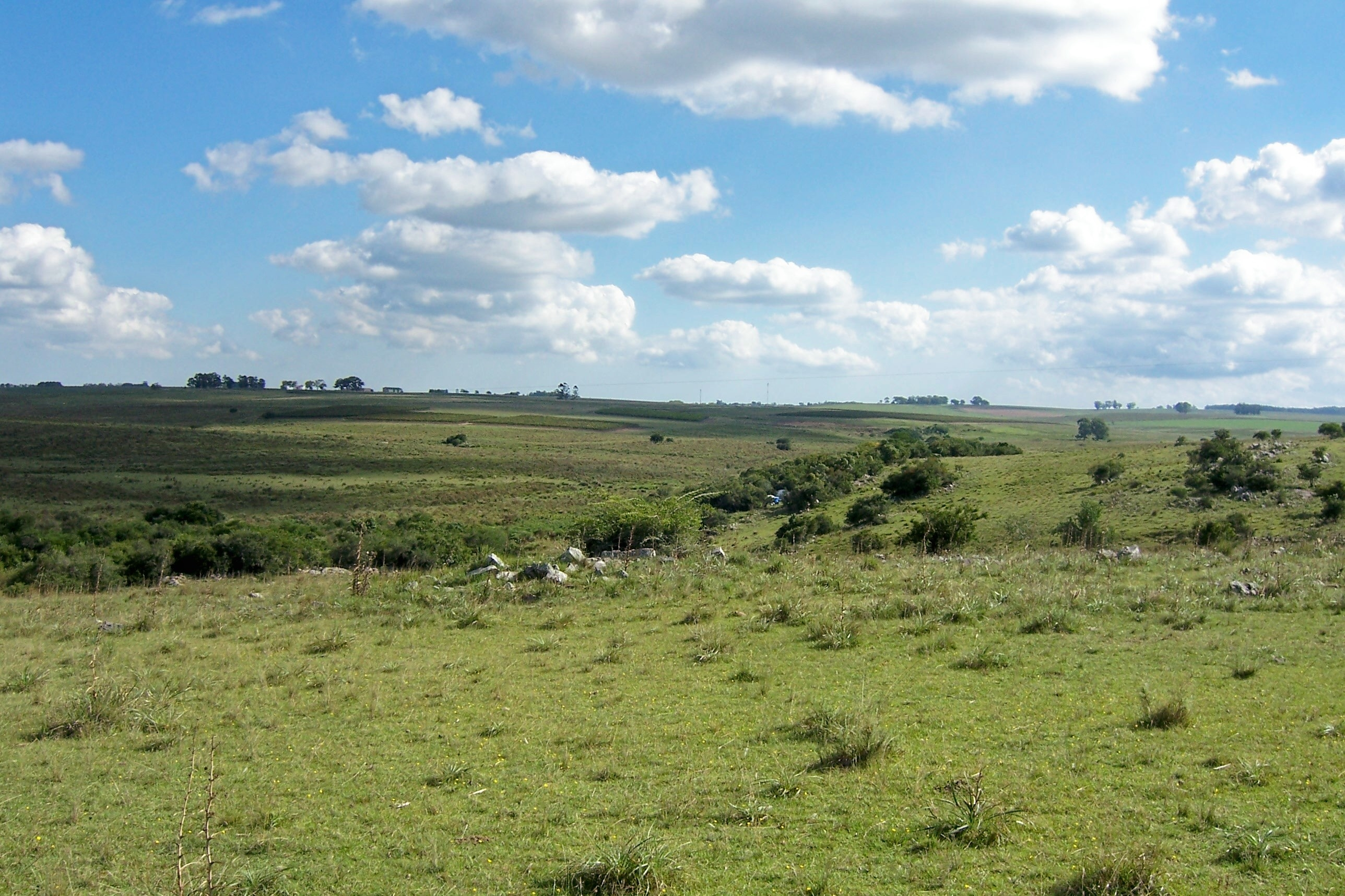
Pampa urugwajska

## Klimat
Urugwaj leży w strefie klimatu podzwrotnikowego, który dzieli się na wilgotną odmianę w części wschodniej i pośrednią w zachodniej. Na wybrzeżu klimat posiada cechy morskie, a ze względu na jednostajną rzeźbę terenu i równinny krajobraz, nie występują regionalne kontrasty klimatyczne. Urugwajczycy określają swój klimat jako umiarkowany.
Średnia temperatura powietrza w kraju wynosi 18-20 °C. Roczny przebieg termiczny jest typowy dla tego właśnie klimatu. W najchłodniejszym okresie roku, zazwyczaj w czerwcu średnia temperatura wynosi 10-12 °C. Zimy są więc łagodne, a mrozy należą do rzadkości. Najniższą temperaturę zanotowano w mieście Melo w 1967 roku i wynosiła ona -11 °C. W okresie zimy temperatura może obniżać się poniżej zera za sprawą lokalnego wiatru - zwanego pampero, w wyniku którego następuje spadek temperatury o 20 °C. Wiatry te wieją z południa niosąc ze sobą zimne powietrze. Latem jest ciepło, średnia temperatura w najcieplejszym miesiącu styczniu wynosi 24-27 °C. Temperatury upalne są rzadkie, częściej występują w głębi lądu. Najwyższą wartość zanotowano w Paysandú w 1943 roku i wynosiła ona 44 °C. Latem nad Urugwaj docierają gorące masy powietrza znad Brazylii.
Opady są dość wysokie, ze średnią roczną sumą 1 000–1 500 mm. Największe wartości występują na północy kraju, szczególnie w departamencie Rivera, gdzie wynoszą 1 640 mm. Wysokie wartości, choć mniejsze niż na północy notuje się także na wybrzeżu, gdzie w Montevideo wynoszą one 1 009 mm w ciągu roku. W departamencie Maldonaodo, na wybrzeżu średni roczny opad wynosi 910 mm. Najwyższe opady w południowej części kraju notuje się w marcu i w kwietniu, na północy zaś we wrześniu i w październiku. Na ogół w ciągu roku opady są równomiernie rozłożone.
Ze względu na przejściowy charakter klimatu na wschodzie kraju, pogoda w większości Urugwaju cechuje się dużą i często gwałtowną zmiennością. Dużą rolę odgrywają tutaj wiatry, nie tylko pampero, ale i łagodne wiatry wiejące od strony oceanu, jak i gorące wiatry wiejące z północy.

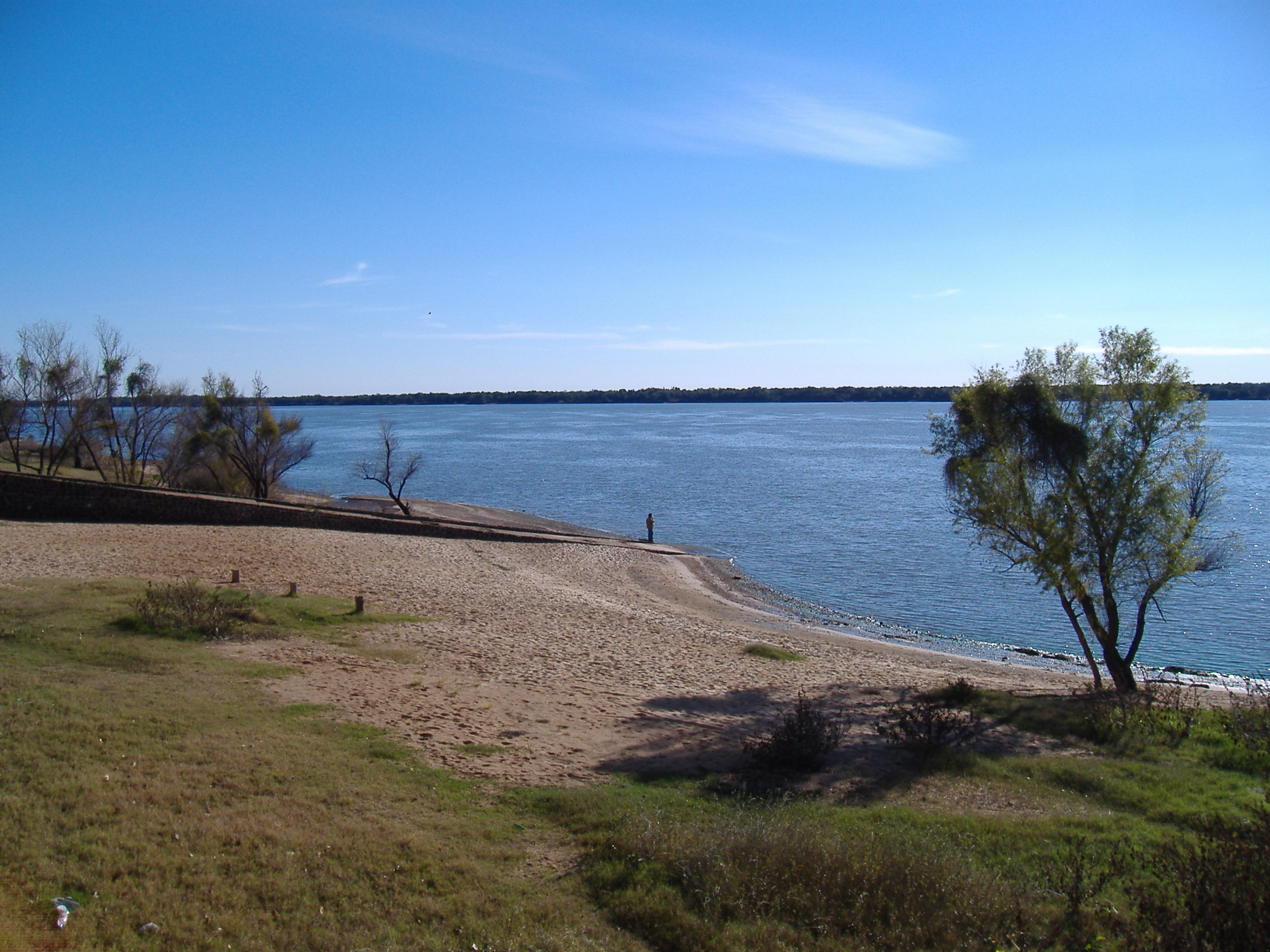
Rzeka Urugwaj

## Wody
Urugwaj posiada gęstą i zasobną w wodę sieć rzeczną. Terytorium Urugwaju należy do zlewiska Oceanu Atlantyckiego, kraj można podzielić na trzy strefy odwadnia jakimi są: rzeka Urugwaj, rzeka Plata i wody Atlantyku. Główną rzeką kraju jest Urugwaj, który stanowi zachodnią granicę kraju i odwadnia większą część kraju. Urugwaj jest długi na 1 650 km i ma powierzchnię dorzecza przekraczająca 350 tys. km². Największe dopływy Urugwaju to: Cuareim (200 km), Negro (800 km), dzieląca kraj na dwie części, północną i południową, Daymán (160 km) oraz Cebollati (210 km). Niewielka część kraju na południu odwadniana jest przez La Platę, wschodnia zaś przez Atlantyk, gdzie bezpośrednio do niego uchodzą niewielkie rzeki. Łączna długość odcinków żeglownych wynosi około 1 200 km. Bieg rzeki Urugwaj odpowiada linii zaburzeń tektonicznych. Powyżej miasta Salto znajdują się w jej korycie liczne wodospady i progi skalne.
W kraju znajdują się liczne jeziora, głównie lagunowe. Jednak w centrum Urugwaju leży największe jezioro Río Negro (1 400 km²), utworzone poprzez wybudowanie wielkiej zapory Rincón del Bonete na rzece Negro. W wyniku budowy zapory, jezioro stało się zbiornikiem i jego pełna nazwa brzmi: Embalse del Río Negro. Obecna powierzchnia tego zbiornika wynosi aż 4 100 km². Największym jeziorem lagunowym jest Mirim, częściowo położone w Brazylii.

## Gleby
Gleby Urugwaju są żyzne, przeważają czerwono czarne i czarnoziemne gleby stepowe, oraz czarnoziemny wykształcone na podłożu lessowym. Lokalnie w kraju występują gleby o dużym stopniu zasolenia, ponadto tereny pokrywają gleby glejowe i łąkowo-bagienne, które mają niewielką przydatność rolniczą.

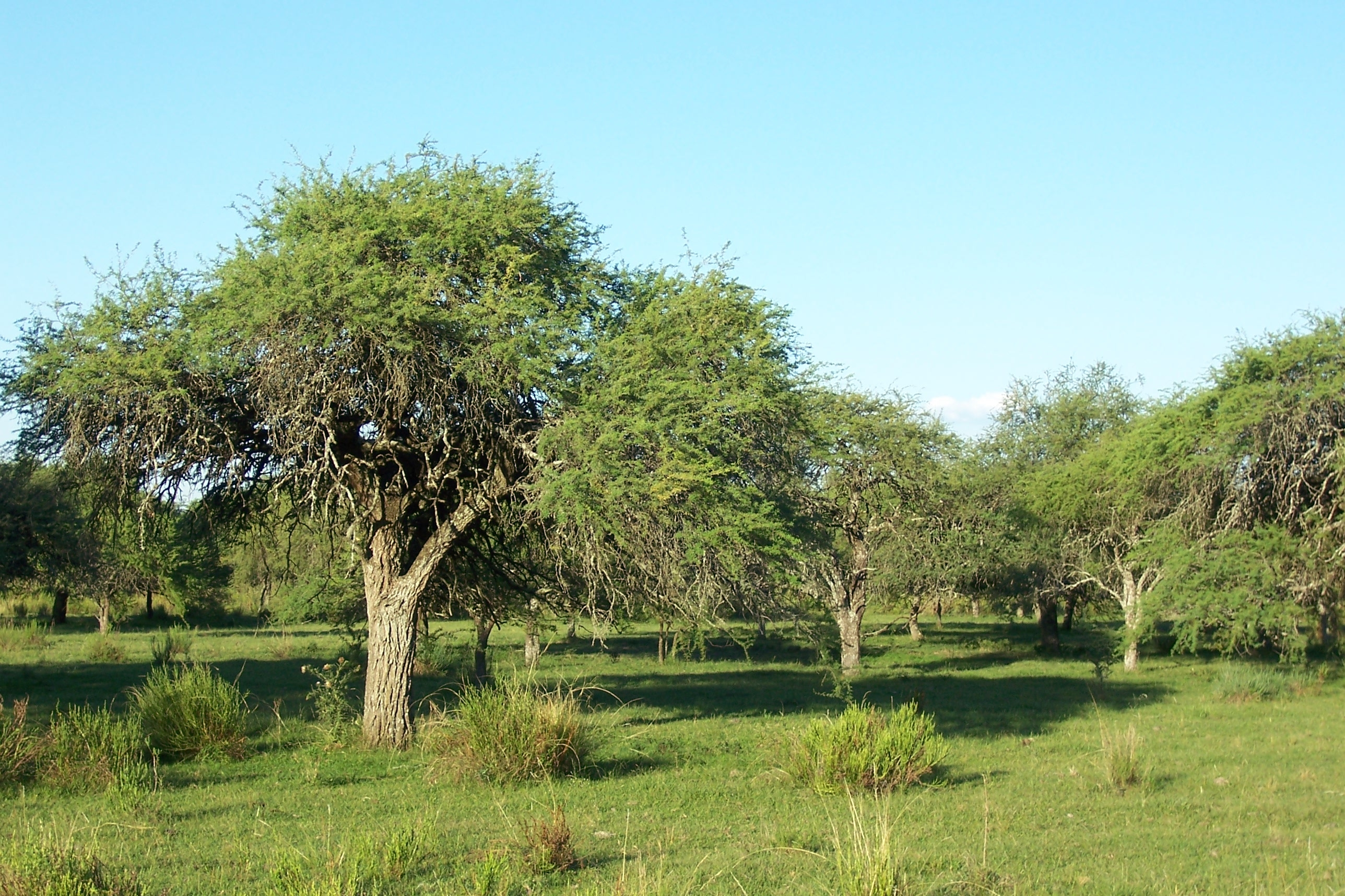
Las parkowy w Urugwaju

## Flora
Naturalną szatę roślinną Urugwaju tworzą bezdrzewne, trawiaste stepy zwane pampa. Przeważająca część kraju jest pokryta tzw. pampą pagórkowatą, która jest zbliżona pod względem gatunkowym do brazylijskich campos limpos i argentyńskiej pampy równinnej. Obszar pampy ku północy przechodzi w widne lasy parkowe, zaś w północno-zachodniej części kraju w brazylijską sawannę zwaną campos.  Tereny urugwajskiej pampy porastają liczne rośliny kwietne jak mirt, mimoza, rozmaryn i szkarłat. Urugwaj niekiedy nazywany jest „Purpurową ziemią” ze względu na licznie rosnące kwiaty o fioletowej barwie.
Lasy zajmują niewielki procent powierzchni kraju i pokrywają jedynie 4% powierzchni kraju. Są to głównie lasy galeriowe rosnące nad rzekami. Poza nimi rosną także widne lasy parkowe głównie na północy zaliczane do strefy subtropikalnej, miejscami też rosną na południu kraju, głównie posadzone przez człowieka. Do Urugwaju zostało wprowadzonych wiele gatunków drzew rosnących w innych częściach świata. Są to: topola, cyprys, dąb, morwa i magnolia. Ze względu na niewielką powierzchnię leśną sadzi się szybko rosnące eukaliptusy.

## Fauna
Świat zwierząt Urugwaju należy do krainy chilijsko-patagońskiej i jest dość zróżnicowany. Do ssaków należą  pancerniki, tapiry i rzadko występujące pumy. Liczne są gryzonie, jak wiskacze czy mary patagońskie. Występują liczne gatunki ptaków, głównie wodne. Największym ptakiem Urugwaju jest nandu, a do innych gatunków należą: sówka ziemna, sowy, kuropatwy, przepiórki, dzikie indyki, papugi, czajki, kardynały i kolibry. Największymi przedstawicielami gadów są żyjące w sąsiedztwie dużych rzek aligatory, które głównie zamieszkują odcinek Urugwaju w północno-zachodniej części kraju. Do innych gadów należą żółwie, jaszczurki i żmije.